# Escola de gaitas de Ortigueira
La banda de gaitas de Santa Marta de Ortigueira, más conocida como la Escola de gaitas de Ortigueira, es una agrupación folclórica de la localidad gallega de Ortigueira, en España. Fundada en 1975, fue la primera banda de gaitas grupal creada en Galicia y la precursora de las bandas de gaitas modernas. Fue también la creadora en 1978 del Festival internacional del mundo celta de Ortigueira y la responsable única de su organización hasta el año 1987.

## Historia
La Escola de gaitas surgió de una iniciativa privada, encabezada por Xabier Garrote Cobelo, de crear una escuela de música tradicional gallega que fomentase el interés por la música en general y por la gaita en particular, como instrumento más representativo del folclore gallego. El 17 de octubre de 1975 se anunció la creación de una escuela de gaitas (Escola de gaitas do país) en la que un grupo de voluntarios impartían gratuitamente clases de gaita y de otros diversos instrumentos tradicionales gallegos. De esta escuela surgiría al poco tiempo la banda que tomó su nombre y que ha permanecido en activo hasta la actualidad, siendo la decana gallega de este tipo de agrupaciones.
En la actualidad está integrada por 25 gaiteros, 6 percusionistas con cajas de media tensión y tamboriles, 8 pandereteros, 3 cuncheiros y un bombista. Por su dirección han pasado: Xabier Garrote, uno de sus fundadores, César Muiño Fidalgo y Javier Pena Bossa. Desde el año 2004 su  director es Rodrigo López, excomponente del grupo folk Bágoa da Raíña.
En su repertorio predominan las composiciones tradicionales como muiñeiras y jotas gallegas recogidas en cancioneros como el Cantigueiro popular de Marcial Valladares Núñez, el Cancionero musical de Galicia recopilado por Casto Sampedro Folgar o el Cancioneiro Popular Galego, recopilado por Dorothé Schubarth y Antón Santamarina. También interpretan piezas de compositores gallegos como Suso Vaamonde, Enrique Otero o José Presedo, además de obras compuestas especialmente para la Escola de gaitas de Ortigueira, como Regueifas da Gaita de Xosé Lois Foxo, Ledicias da Vila Ortegán de Rogelio de Leonardo Bouza, Os garabullos de Ortigueira de Antón Corral o la Ortigueira Suite del compositor e instrumentista vigués Ernesto Campos.
En marzo de 2015 participó en el desfile conmemorativo del día de San Patricio en Nueva York.

## Festival internacional del mundo celta
En 1977 la banda de gaitas fue invitada a participar en la séptima edición del Festival intercéltico de Lorient y de aquella visita surgió la idea de organizar un evento similar en Ortigueira, cuyo protagonista fuese la música celta y la música tradicional gallega. El 30 de julio de 1978 se celebró la primera edición del Festival de Ortigueira, entonces llamado Festival internacional del mundo celta, gestionado y organizado íntegramente por la Escola de gaitas y que con un escaso presupuesto de 6000 euros consiguió atraer a 9000 personas. La edición inaugural de este primer festival fue muy accidentada debido a la intensa lluvia que obligó a suspender las actuaciones.

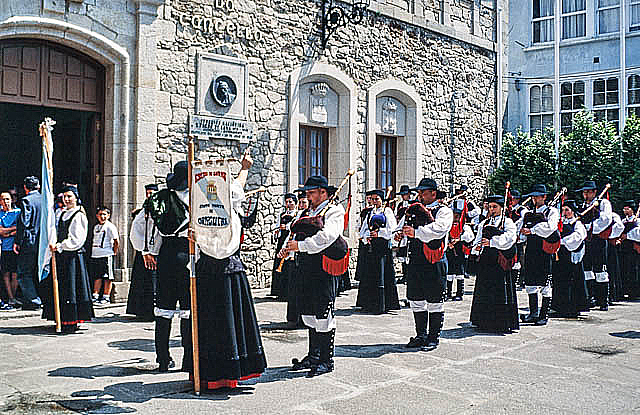
La banda a finales de la década de 1990

La Escola de gaitas organizó también las siguientes ediciones del festival hasta su suspensión temporal en el año 1987. Durante esos primeros años pasaron por su escenario grupos e intérpretes de renombre como Milladoiro, Bleizi Ruz, The Tannahill Weavers, Emilio Cao o Alan Stivell. Desde la reinstauración del festival en 1995 ha actuado en su escenario principal en todas las ediciones. En la 18.ª edición acompañó a Carlos Núñez en su actuación, en la del año 2012 a Ernesto Campos, en la 30ª edición acompañó a The Chieftains y a Phil Cunningham y en la de 2016 a Susana Seivane.

## Premios y reconocimientos
- 1978 - 1.er premio en la primera edición del Concurso de Gaitas Galegas. Pontevedra
- 1980 - 1.er premio en el Concurso de Baile e Música de Galicia de Cambre
- 1983 - Premi Plaça Major por la  Escola Superior de Tecnics en Animacio Socio-Cultural i Turistica de Barcelona.
- 2003 - Gaita de Prata, Mención Honorífica en el premio Constantino Bellón.[11]
- 2015 - Placa conmemorativa de participación en el desfile del día de San Patricio en Nueva York.

## Actuaciones
- Festival de Ortigueira, en todas sus ediciones desde 1978.
- Festival Intercéltico de Lorient, en cuatro ocasiones: 1977, 1983, 2010 y 2022.
- Concierto con  Milladoiro en el Parque de Castrelos de Vigo en 1981.
- Festival de Bandas de Gaitas Villa de Candás, Asturias, en 1997, 1998 y 2004.
- Festival Internacional de Figueira da Foz, 1999.
- Festival de musiques du monde de Confolens, 2003.
- Festival Internacional de Gaitas de Gijón, 2004.
- VIII Festival Intercéltico de Sendim, 2007.
- Festival de Bandas de Gaitas Villa de Navia, 2014.
- X Festival Folk As Portelas; Lubián, 2014.[12]
- Desfile temático de las Fiestas Patronales de Guadalajara, 2014.
- Festival Internacional de Folk de Guecho, 2015.
- Encuentro de bandas de Praia de Mira, 2016.